# Partido Comunista de los Trabajadores
El Partido Comunista de los Trabajadores (PCT) fue un partido político español de ideología marxista-leninista, creado en 1973 alrededor de la publicación La Voz Comunista y que actuó inicialmente como corriente interna del Partido Comunista de España (PCE) a partir de su VIII Congreso, bajo el nombre de Oposición de Izquierda del PCE (OPI).
La intención de sus promotores era "abrir un debate en torno a una teoría revolucionaria para España", defendiendo el "carácter internacional de la revolución democrática, antioligárquica y antimonopolista".
En abril de 1976, el Partido Comunista Obrero Español (PCOE) de Enrique Líster anuncia su fusión con la OPI, propiciando el enfrentamiento abierto con la Secretaría General del PCE (dirigido entonces por Santiago Carrillo) y promueve la abstención en el referéndum sobre la Ley de Reforma Política.
Sin embargo, desde la OPI negaron que se hubieran fusionado con el PCOE y contextualizaron sus contactos con dicho partido en un proceso hacia la unificación de todos los comunistas españoles disconformes con la estrategia de la dirección del PCE.
En 1977, escindido del PCE, adopta el nombre de Partido Comunista de los Trabajadores (PCT) con Carlos Tuya de secretario general, y en las elecciones de 1977 formó parte, junto con los todavía ilegales Movimiento Comunista, Movimiento Socialista y Partido Sindicalista, de una Candidatura de Unidad Popular (CUP) a la izquierda del PCE.
Por su parte, la sección de la OPI en el País Vasco se transformó en Euskal Komunistak (EK), un pequeño grupo político que, tras participar en la plataforma unitaria de izquierda Euskal Erakunde Herritarra, se sumó a la coalición Euskadiko Ezkerra en dichas elecciones para abandonarla poco tiempo después.
Con las siglas PCT (y bajo la denominación Partit Comunista dels Treballadors en las Islas Baleares) participó en las elecciones generales de 1979, consiguiendo 47.896 votos (0,27%), pero sin obtener representación.
En 1980 el PCT se une al Partido Comunista de España (VIII-IX Congresos), partido marxista-leninista ortodoxo y prosoviético escindido del PCE y liderado por Eduardo García, dando lugar al Partido Comunista de España Unificado (PCEU). Esta fusión resultaría finalmente un fracaso, dando lugar a la aparición de dos partidos diferentes bajo las siglas PCEU correspondientes a los que existían antes de la fusión, hasta su desaparición definitiva al integrarse en enero de 1984 en el Partido Comunista de los Pueblos de España (PCPE) junto con otras organizaciones.